# Complexo Hidrelétrico de Lajes
O Complexo Hidrelétrico de Lajes como entendido nos dias atuais corresponde a um conjunto de intervenções do engenho humano nas bacias dos rios Piraí, Paraíba do Sul e do Guandu (Ribeirão das Lajes) motivadas originalmente pela necessidade de abastecimento de energia e água do antigo Distrito Federal e hoje capital do Estado do Rio de Janeiro.  
É composto pelas Usinas Hidrelétricas de Fontes Nova, Nilo Peçanha e Pereira Passos e pela Pequena Central Hidrelétrica Paracambi.

## Histórico
O seu surgimento, com a construção pela Rio de Janeiro Tramway, Light & Power Company da Usina Hidrelétrica de Fontes (Fontes Velha) a partir de 1903 e da barragem de Lajes (em 1905), entrando em operação oficial em 23 de maio de 1908, com 24 MW (6 unidades geradoras de 4 MW) de potência nominal - na ocasião, a maior do Brasil e uma das maiores do mundo - provocou sucessivas intervenções que culminaram com transposições de rios e o desaparecimento de uma cidade histórica, cujas ruínas perfazem o atual Parque Arqueológico de São João Marcos.
Em 1907, o Governo autorizou a ampliação da disponibilidade hídrica do Reservatório de Lajes, através do desvio parcial das águas do Rio Piraí (Desvio de Tocos), afluente do Paraíba do Sul. Através de um túnel de 8,5 km, as águas foram canalizadas, acrescentando, a partir de 1913, quando concluído, 12 m³/s que permitiram a adição de equipamentos geradores à Usina de Fontes, aumentando para 49 MW a sua capacidade nominal de operação (mais 2 unidades de 12,5 MW cada, totalizando 8).
Entre 1940 e 1958, novas obras de expansão do complexo fariam desaparecer a cidade histórica de São João Marcos, no território do atual município de Rio Claro, tendo sua população transferida e seus edifícios demolidos sob o temor de evitar um retorno eventual.
O subsistema Lajes situa-se entre os municípios de Rio Claro e Piraí, composto pelo Reservatório de Lajes, Reservatório de Tocos, Barragem de Tocos, Reservatório de Lajes, Barragem de Lajes e pelas usinas de Fontes (Nova e Velha, hoje desativada). A Usina Fontes Nova possui capacidade de 132 MW, com três unidades geradoras de 44 MW cada, que entraram em funcionamento em 1940, 1942 e 1948 respectivamente.
A ampliação do lago viria acompanhada da construção de novas usinas hidrelétricas, como Nilo Peçanha (1953) e Pereira Passos (1962), além de algumas usinas elevatórias, entre as quais Santa Cecília, que passaria a desviar mais de metade das águas do Rio Paraíba do Sul em Barra do Piraí, para o leito invertido do Rio Piraí até a cidade homônima, onde, constituindo-se no reservatório de Santana, tem suas águas captadas pela Usina Elevatória do Vigário, na cidade de Piraí e, após alimentar as usina hidrelétricas Nilo Peçanha (subterrânea) e Pereira Passos, termina seu caminho no Ribeirão das Lajes, agora caudaloso e que, a partir do limite entre Japeri e Paracambi, será rebatizado de Rio Guandu.
A Usina Hidrelétrica Fontes Velha foi desativada em 1989.
Atualmente, as três hidrelétricas do Complexo de Lajes somam uma capacidade instalada de 612 MW.
Em 2011, uma Pequena Central Hidrelétrica Paracambi entrou em operação à jusante da Usina Hidrelétrica de Pereira Passos, a qual descarrega suas águas no Ribeirão das Lajes, no município de Paracambi, com potência nominal de 25 MW, sob a gestão da Brasal Energia (51%) e CEMIG (49%).

## Demais partes integrantes do complexo
- Reservatório Santa Branca
- Usina Santa Branca
- Reservatório de Santa Cecília
- Usina Elevatória de Santa Cecília
- Usina Ilha dos Pombos
- Reservatório de Santana
- Barragem de Santana
- Usina Pereira Passos
- Reservatório de Tócos
- Barragem de Tócos
- Reservatório de Lajes
- Barragem de Lajes
- Reservatório de Vigário
- Usina Elevatória de Vigário
- Usina Fontes Velhas (desativada em 1989)
- Usina Fontes Nova
- Usina Nilo Peçanha
- Rio Paraíba do Sul e afluentes
- Rio Piraí e afluentes
- Reservatório Fonte Coberta